# Paul Bellamy
Pour les articles homonymes, voir Bellamy.
Paul Bellamy, né le 27 octobre 1866 à Brest et mort le 29 mars 1930 à Cambo-les-Bains (Pyrénées-Atlantiques), est un avocat et homme politique français, maire radical de Nantes (1910-1928) et député de la Loire-Inférieure (1924-1928).

## Biographie

### Origines et débuts professionnels
Paul Bellamy est le fils de Louis-Édouard Bellamy (né en 1835) et de Pauline-Lucie Durand-Gasselin (1843-1923), fille d'Hippolyte Durand-Gasselin, architecte qui participa à la construction du passage Pommeraye. En 1870, les Bellamy s'installent à Nantes où Louis-Édouard occupe les fonctions de greffier en chef du tribunal civil de la ville.
Paul Bellamy est élève du lycée de Nantes, puis fait des études de droit, obtenant une licence et s'inscrivant comme avocat au barreau de Nantes.
Le 3 décembre 1887, il épouse Louise Bouscasse, âgée de 21 ans, fille de Camille Bouscasse, professeur d'agriculture de l'École de Grand-Jouan à Nozay, et de Sophie Andréa Cathinka Mörch, dont il aura trois enfants : Magdeleine en 1888 (épouse de Marcel Viguié), Anne en 1892 (épouse de Paul Keller) et Jean en 1896 (époux de Nicholine Mörch).
En 1892, il devient à son tour greffier en chef du tribunal civil, fonction qu'il conserve durant ses mandats municipaux.

### Carrière municipale (1908-1928)
Élu conseiller municipal de Nantes en mai 1908 (liste de concentration républicaine), il est premier adjoint dans la municipalité de Gabriel Guist'hau. Le 16 décembre 1910, celui-ci ayant démissionné à la suite de son entrée au gouvernement, Paul Bellamy est élu maire de la ville par 33 voix contre 2 blancs. Après les élections des 5 et 12 mai 1912, il est réélu maire par 31 voix contre 4 blancs. Parmi ses adjoints, on peut noter les noms de Gaston Veil, Adolphe Moitié et Léopold Cassegrain, qui resteront en place jusqu'en 1928, et des adjoints de Chantenay (Jean Danais) et de Doulon (Louis Millet).
Durant la Première Guerre mondiale, la municipalité de 1912 est prorogée jusqu'à nouvel ordre par la loi du 15 avril 1916. La paix revenue, à la suite des élections des 30 novembre et 7 décembre 1919, Paul Bellamy est réélu maire le 10 décembre (29 voix, 5 blancs) dans le cadre d'une municipalité d'Union nationale : parmi les adjoints se trouve Henri de La Tullaye, capitaine au long cours, représentant de la droite. Les élections suivantes (3 et 10 mai 1925) ont lieu dans une situation très différente d'affrontement entre le Cartel des gauches et la droite. La liste de Paul Bellamy l'emporte et il est réélu à l'unanimité le 17 mai par 35 voix sur 35 ; parmi les adjoints, se trouve maintenant le socialiste Ernest Dalby.
Il est aussi conseiller général de 1910 à 1928.

### Carrière nationale
Il est élu député de Loire-Inférieure en 1924 sur la liste du Cartel des gauches en même temps qu'Aristide Briand (Cartel des gauches) et Francis Merlant (Bloc national). Il s'inscrit au groupe républicain socialiste et socialiste français de la Chambre des députés. Il est membre du parti républicain-socialiste. Comme Briand, il préconise une politique de paix avec l'Allemagne, mais sans faiblesse. Il intervient sur les questions concernant les familles, la natalité, la politique fiscale et surtout la gestion des collectivités locales.
Il a été président de l'Association des maires de France de 1920 à 1927.

### La crise des années 1924-1928 à Nantes
Durant cette période du Cartel des gauches dès 1924, Nantes connaît une phase de luttes politiques assez violentes, notamment à l'occasion de l'inauguration du monument aux morts (14 juillet 1927) et de la statue La Délivrance, contre laquelle le journal catholique conservateur L'Écho de la Loire, suivie par Le Phare de la Loire, déclenche une campagne qui vise en fait Paul Bellamy et Aristide Briand, ami du sculpteur Émile Guillaume, auteur de la statue. Celle-ci est renversée par un groupe d'anciens combattants d'extrême-droite le 11 novembre 1927, parmi lesquels Henri de La Tullaye, ancien adjoint de Paul Bellamy.
Sévèrement battu aux élections législatives de 1928 (scrutin uninominal) par Francis Merlant, Paul Bellamy abandonne la vie politique, estimant ne plus disposer de la légitimité nécessaire. Il démissionne de ses fonctions municipales le 1er mai et les transmet à Gaston Veil le 10 mai suivant.
Il se retire au Pays basque à Cambo-les-Bains en 1929, pour tenter de soigner une tuberculose qui l'emporte finalement l'année suivante. Son corps, rapatrié à Nantes, repose depuis au cimetière Miséricorde, dans le caveau familial des Durand-Gasselin situé au sein du cimetière protestant.

## Décorations
- Officier de la Légion d'honneur (décret du 30 octobre 1920). Il est fait officier par Pierre Charles Causel le 10 décembre 1920.
- Chevalier de l'ordre du Mérite agricole
- Officier de l'Instruction publique

## Hommages
Plusieurs villes de Bretagne ont donné son nom à une rue, on peut citer notamment Brest, Nantes.
À Nantes, la « rue de Rennes » est partiellement renommée rue Paul-Bellamy en l'honneur de l'ancien député-maire de la ville, par délibération du conseil municipal du 30 novembre 1936.

### Archives
- « Fonds Paul Bellamy », sur www.culture.gouv.fr, Base Léonore de l'Ordre national de la Légion d'honneur (consulté le 12 octobre 2015)
- « Paul Bellamy », sur www.archives.nantes.fr, Archives de Nantes (consulté le 12 octobre 2015)